# M15 Combination Gun Motor Carriage
Le M15 Half-track, officiellement M15 Combination Gun Motor Carriage (CGMC), est un véhicule antiaérien autochenillé des forces armées des Etats-Unis conçu pendant la Seconde Guerre mondiale. Variante du M3 Half-track sur lequel a été installé un canon M1A2 de 37 mm (en), il portait le nom de projet T28 avant sa standardisation en 1943.

## Histoire

### Naissance du projet
La recherche d'un canon antiaérien mobile pour la protection des troupes mécanisées et des colonnes de ravitaillement lança le développement de plusieurs projets, l'un débouchant sur la création du M16 MGMC et l'autre sur le M15. Pour ce dernier il s'agissait alors d'associer au châssis du M2 Half Track le canon antiaérien de 37 mm. Mais à l'automne 1942, l'U.S. Navy, alors chargée de l'étude sur l'artillerie antiaérienne, abandonne le projet car elle était plus séduite par l'utilisation de mitrailleuses. Néanmoins, quelques mois avant la débarquement en Afrique du Nord, elle relance l'étude de ce projet pour ses propres intérêts.

### Projet T28

#### Développement
Le projet fut donc remanié à la hâte, aboutissant finalement à l'union d'une tourelle antiaérienne et du châssis du M3 Half-track, plus long que le M2. La tourelle était équipée d'un canon M1A2 de 37 mm à tir rapide (dont l'élévation atteignait les 85°), ainsi que deux mitrailleuses M2 Browning de calibre .50 BMG servant à ajuster le tir par leurs balles traçantes. Comme l'invasion approchait, on procéda tout de suite à la production de ce modèle en nombre limité, l'Afrique du Nord servant ainsi de terrain de test à grande échelle. Autocar produisit 80 unités de T28E1 avant l'invasion et les confia au corps expéditionnaire.

#### Au combat
L'armée américaine déploya ses T28E1 lors de la campagne de Tunisie, sans connaître réellement leurs capacités, simplement parce que le besoin l'exigeait avant l'arrivée d'un véhicule plus performant. Pourtant, au cours des trois mois de combat sur ce théâtre d'opération, ces véhicules répondirent aux attentes des troupes américaines. Sur cette seule période, ils revendiquèrent la destruction de 78 appareils allemands, dont 39 dans la seule bataille de la passe de Kasserine. Les T28E1 s'avérèrent particulièrement efficaces contre les chasseurs bombardiers Stukas.

### M15 CGMG

#### Production

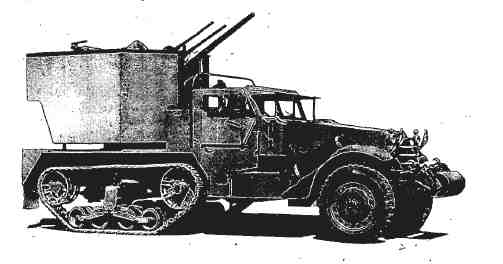
M15 CMGC

Les résultats satisfaisants conduisirent à la production en masse du T28 dès février 1943, date à laquelle il fut standardisé sous le nom de M15 Combination Gun Motor Carriage (CGMC). Un seul changement résulta des tests en combat réel : l'ajout d'un bouclier de protection pour l'équipage de la tourelle. Quelque 680 de ces véhicules furent produits entre février et avril 1943. Le poids excessif de la tourelle à laquelle on avait ajouté le bouclier conduisait cependant à une surcharge pour la châssis M3, et de la nouvelle combinaison de cette même tourelle avec le châssis M3A1 naquit le M15A1. 1652 furent produits entre octobre 1943 et février 1944.

#### Au combat
Le M15 équipa, comme son frère le M16, les compagnies et bataillons antiaériens. Le manque de cibles aériennes à partir de la fin de l'année 1944 conduisit à leur utilisation de plus en plus fréquente comme véhicules de soutien d'infanterie. 100 de ces véhicules furent de plus envoyés en URSS dans le cadre du Lend Lease.

### Guerre de Corée
Les deux modèles furent réutilisés après la Seconde Guerre mondiale, notamment pendant la guerre de Corée, mais montrèrent leurs limites pendant cette campagne. L'U.S Army décida alors d'exporter certains de ces modèles afin d'équiper l'armée japonaise ou d'autres troupes alliées de l'OTAN.

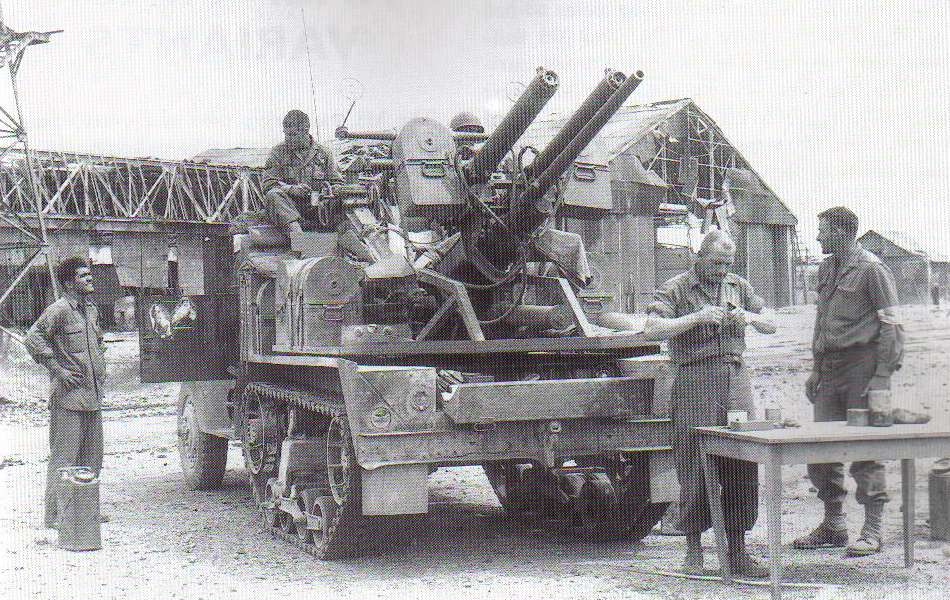
T28E1 CGMC du 443e Bataillon AAA à Saint-Raphaël après le débarquement de Provence

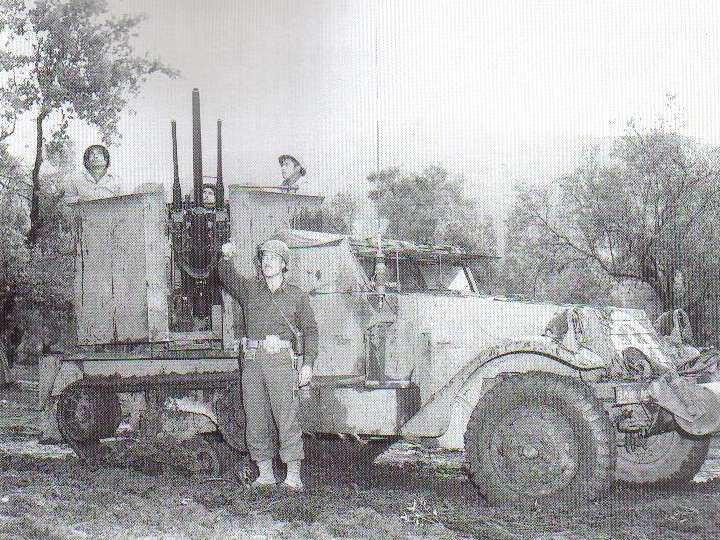
M15 CGMC du 443e Bataillon AAA près de Capua, Italie

## Variantes
- T28 :
- T28E1 :
- M15A1 :
- M15 spécial :

### Sources
- Jim Mesko, M2/M3 Half-Track Walk Around, Squadron Signals  (ISBN 0897474805 et 9780897474801)
- Steve J Zaloga, M3 Infantry Half-Track 1940–73, Osprey Publishing, 1994  (ISBN 9781855324671)